# Maud Durbin
Maud Durbin, conosciuta anche come  Mrs. Otis Skinner (Moberly, 1874 – New York, 25 dicembre 1936), è stata un'attrice teatrale e sceneggiatrice statunitense.

## Biografia
Nata nel Missouri, Maud Durbin a metà degli anni novanta dell'Ottocento si sposò con Otis Skinner. Skinner diventò una stella dei palcoscenici di Broadway. Anche Maud era attrice ed era conosciuta come Mrs. Otis Skinner. Firmò la sceneggiatura di alcuni film.
Dal matrimonio con Skinner, che sarebbe durato per oltre quarant'anni, nacque una figlia, Cornelia Otis Skinner. Anche lei attrice, Cornelia scrisse alcuni libri di successo.

## Filmografia
La filmografia è completa.
- The Ne'er to Return Road, regia di Colin Campbell - cortometraggio (1913)
- Tom's Little Star, regia di George Terwilliger (1919)
- The Ne'er to Return Road, regia di Bertram Bracken (1921)